# 1462 Zamenhof
1462 Zamenhof este un asteroid din centura principală, descoperit pe 6 februarie 1938, de Yrjö Väisälä.